# Toulon
Toulon é uma cidade francesa, situada no departamento do Var, na região Provença-Alpes-Costa Azul (Provence-Alpes-Côte d'Azur).
A cidade possui um grande porto militar francês, l'Arsenal.
Toulon possui a nona maior densidade demográfica da França e sua população é a décima quinta entre as cidades francesas. A sua área urbana é a décima da França. Os seus habitantes são chamados de Touloneses(as).

## Educação
- Kedge Business School